# نیال بوگی
نیال بوگی (انگلیسی: Niall Buggy؛ زادهٔ ۳ اکتبر ۱۹۴۸) بازیگر اهل جمهوری ایرلند است.
از فیلم‌ها یا برنامه‌های تلویزیونی که وی در آن نقش داشته‌است می‌توان به پادشاه داوود، آقای ترنر و پلی‌بویز اشاره کرد.